# Léa Ferney
Léa Ferney est une pongiste sport adapté  dijonnaise née le 21 juin 2004 à Carpentras.
Elle s'est qualifiée pour les Jeux paralympiques de Tokyo en 2021 après avoir gagné le tournoi de qualification olympique, et obtient une médaille d'argent à seulement 17 ans.

## Biographie
Léa a connu le tennis de table en vacances à l’âge de 7 ans. En 2015, elle arrive au sport adapté et est inscrite sur la liste ministérielle des sportifs de haut niveau depuis cette date, année où elle a rejoint l’équipe de France de para tennis de table adapté et le Pôle France.
Léa s’entraine au Pôle France para tennis de table adapté au CREPS de Poitiers une fois par mois avec Gang Xu son entraîneur national ainsi que dans son club en semaine, soit 15 à 20 heures d’entrainement par semaine.
Parallèlement, Léa est en 2e année de CAP restauration.

## Palmarès

### Jeux paralympiques
Jeux paralympiques en 2021 à Tokyo
- Médaille d'argent en simple, classe 11

### Global Games
Global Games INAS de 2019 à Brisbane
- Médaille de bronze en double dames

### Championnats d'Europe
Championnat d'Europe ITTF PTT de 2019
- Médaille de bronze en simple dames
- Médaille de bronze par équipes

Championnat d'Europe INAS de 2018
- Championne d'Europe par équipes

## Décorations
- Chevalier de l'ordre national du Mérite le 8 septembre 2021[4]